# Istenszülő bevezetése a templomba fatemplom (Láposdebrek)
A láposdebreki Istenszülő bevezetése a templomba fatemplom műemlékké nyilvánított épület Romániában, Máramaros megyében. A romániai műemlékek jegyzékében az  MM-II-m-B-04567 sorszámon szerepel.